# Ludwig Wilhelm Brüggemann
Ludwig Wilhelm Brüggemann, né à Jakobshagen le 1er mars 1743 et mort à Stettin le 1er mars 1817, est un ecclésiastique protestant allemand, écrivain et géographe. 

## Biographie
Comme son père le pasteur Zacharias Brüggemann, il se lance dans une carrière ecclésiastique. En 1765, il devient pasteur à Gielsdorf dans le Mittelmark (de). La même année, il s'installe à Berlin où il est prédicateur de campagne et de garnison dans le 1er régiment d'infanterie de Ernst Julius von Koschenbahr (de). Il est aussi enseignant et pasteur de la sœur du roi Frédéric II, la princesse Anne-Amélie de Prusse. À Berlin, il fonda une société de lecture de littérature anglaise et y est rejoint, entre autres, par Johann Joachim Spalding et Wilhelm Abraham Teller.
En 1773, il est nommé prédicateur de la cour à l'église du château de Stettin (de) et membre du Consistoire de Poméranie (de). Il occupera le poste pendant 52 ans jusqu'à sa mort en 1817. 
Ludwig Wilhelm Brüggemann a été marié deux fois. Son fils unique, qui travaillait comme assesseur au Tribunal supérieur provincial de Stettin, est décédé avant lui.

## Œuvres
- 1797 : A view of the English Editions, Translations and Illustrations of the ancient Greek and Latin authors with remarks by Lewis William Brüggemann, counsellor of the consistory at Stettin in Pomerania.
- Ausführliche Beschreibung des gegenwärtigen Zustandes des Königl. Preußischen Herzogthums Vor- und Hinter-Pommern.
  - Partie I : Allgemeine Einleitung und Beschreibung des Preußischen Vorpommern, Stettin 1779 (Texte intégral) (Neudruck 2000:  (ISBN 3-89557-128-8))
  - Partie II en 2 volumes :
    - II, 1. (p. 1–460) : Beschreibung der zu dem Gerichtsbezirk der Königl. Landescollegien in Stettin gehörigen Hinterpommerschen Kreise, Stettin 1784  (Texte intégral)
    - II, 2. (p. 461–1120) : Beschreibung der zu dem Gerichtsbezirk der Königl. Landescollegien in Cößlin gehörigen Hinterpommerschen Kreise, Stettin 1784 (Texte intégral)
    - Deux tomes supplémentaires en 1800 et 1806.